# Hamburg Masters 2003
L'Hamburg Masters 2003 è stato un torneo di tennis giocato sulla terra rossa. È stata la 97ª edizione dell'Hamburg Masters, che fa parte della categoria ATP Masters Series nell'ambito dell'ATP Tour 2003. Si è giocato al Rothenbaum Tennis Center di Amburgo in Germania, dal 12 al 19 maggio 2003.

## Campioni

### Singolare
Guillermo Coria ha battuto in finale  Agustín Calleri con il punteggio di 6–3, 6–4, 6–4.

### Doppio
Mark Knowles /  Daniel Nestor hanno battuto in finale  Mahesh Bhupathi / Maks Mirny con il punteggio di 6–4, 7–6(10).